# Oberkassel (Bonn)
Pour les articles homonymes, voir Oberkassel.

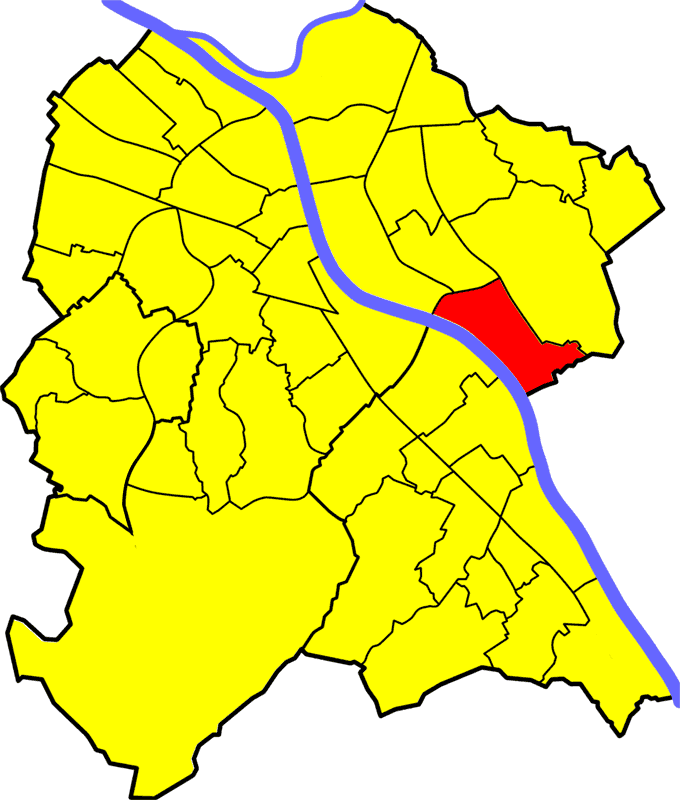
Situation d'Oberkassel dans la ville de Bonn.

Oberkassel est un quartier (en allemand Ortsteil) de la ville de Bonn situé au pied du Drachenfels.

## Histoire
| Appartenances historiques Duché de Berg 1555-1806 Grand-duché de Berg 1806-1813 Royaume de Prusse (Province de Juliers-Clèves-Berg) 1815-1822 Royaume de Prusse (Province de Rhénanie) 1822-1918 République de Weimar 1918-1933 Reich allemand 1933-1945 Allemagne occupée 1945-1949 Allemagne 1949-présent |